# Wen Shu
Wen Shu ou Wen chou (文俶), surnom : Duanrong (端容) (1595-1634), est une peintre chinoise originaire de Suzhou, province de Jiangsu.

## Biographie
Peintre de fleurs et d'insectes, elle est la fille de Wen Congjian (1574-1648) et arrière-petite-fille de Wen Zhengming. Elle est mariée à Zhao Lingjun (1591-1640).

## Les femmes artistes
Les artistes chinoise de la dynastie des Ming
Dans la société chinoise, les femmes sont subordonnées aux hommes durant plusieurs millénaires. Les doctrines confucéennes dites des Trois Sujétions et des trois autorités Cardinales comme base idéologique de la stabilité sociale, sont instituées par les souverains féodaux. Les Trois Sujétions exigent qu'une femme obéisse à son père avant le mariage, à son mari durant sa vie conjugale et à ses fils dans le veuvage.
Les Trois Autorités Cardinales disent que le souverain dirige ses sujets, le père ses fils, et le mari sa femme. De la naissance à la mort, les femmes ne jouissent d'aucun statut social autonome, leurs actions et l'expression de leurs idées sont réprimées, leur personnalité et leurs talents étouffés. C'est pourquoi il y a peu de femmes artistes dans l'histoire chinoise:
cette situation commence à changer vers la fin de la dynastie des Ming, quand leur nombre se met à augmenter. Selon Tang Shuyu dans son Yutai huashi (Histoire de la peinture de la Terrasse de Jade), parmi les deux cent seize femmes artistes connues depuis les temps anciens jusqu'au règne de l'empereur Renzong (17996-1820) des Qing, la moitié ont vécu dans la dynastie des Ming, dont les quatre cinquièmes à la fin de cette dynastie. En dépit du rôle circonscrit des femmes dans la société, certaines peuvent devenir peintre dans le cadre d'une tradition familiale ou recevoir une formation artistique pour se préparer à être concubine ou courtisane.

## Style et traditions
Parmi les femmes artistes les plus célèbres de la dynastie des Ming, Wen Shu, fille de Wen Congjian et arrière-petite-fille de Wen Zhengming, épouse Zhao Jun, fils de Zhao Huanguang.Le père de Wen Shu a hérité de la tradition familiale et montre du talent dans la peinture de paysage. Son beau-père, un lettré, excelle à la calligraphie dans le style de l'écriture des sceaux, et son mari est habile à graver les sceaux et à les collectionner. Parfois, lorsqu'elle achève une peinture, il y ajoute une inscription.
Les œuvres de Wen Shu représentent des fleurs, des herbes, des insectes. Esquisses de fleurs et de papillons (Musée de Shanghai), peint en 1628, est typique de son style. La peinture représente trois variétés de fleurs, une pierre et trois papillons. La composition est peu dense, procurant une sensation de quiétude et de vide. Les papillons, exécutées avec méticulosité, sont d'un naturel parfait. Les fleurs, deux ou trois de chaque espèce, se chevauchent rarement les unes les autres. Son travail au pinceau est frais et délicat. Les couleurs sont vives mais non criardes, les fleurs montrent une beauté exquise:
Les compositions florales de Wen Shu sont plutôt simples, entre esquisse et peinture, et elle peut les avoir empruntées à la broderie artisanale. À cette époque, toute fille était censée exceller dans les travaux d'aiguille, et les quatre talents qu'on exige d'une femme comprend le filage, le tissage, la broderie et la couture. Il est donc naturel que Wen Shu adopte parfois dans ses peintures des motifs caractéristiques de la broderie.
Dans une peinture sur papier jaune de 1630, Belle-de-jour et rocher, le rocher est rendu avec des traits de pinceau quelque peu intenses mais toujours délicats. Une belle-de-jour à feuilles vertes longilignes et fleurs jaunes pousse derrière le rocher. La couleur est agréablement sobre et la composition simple. Traditionnellement, la belle-de-jour exprime la piété filiale. Cette peinture peut avoir servi à célébrer l'anniversaire d'une personne âgée car le rocher, qui figure une montagne, est un symbole de longévité. De plus, le vermillon sur fond doré représente pour les Chinois les couleurs des réjouissances:

## Musées
- Beijing (Musée du palais impérial):
  - Belle-de-jour et rocher, rouleau mural, encre et couleur sur papier. 1630.
- Shanghai:
  - Esquisses de fleurs et de papillons, 1628.